# Port Talbot Town Football Club
Maillots
Actualités
Le Port Talbot Town Football Club est un club de football gallois basé à Port Talbot, ville comptant 35 633 habitants. Il joue actuellement dans le Championnat du pays de Galles de football.

## Historique
- 1901 : fondation du club sous le nom de Port Talbot AFC
- 2004 : le club est renommé Port Talbot Town
- 2008 : le club finit 4e
- 2010 : le club finit 3e, son meilleur résultat en championnat

## Bilan saison par saison
|           | I  | II | Points | Journées | V  | N  | D  | b.p. | b.c. | Diff. |
| 2011-2012 | 9  |    | 33 pts | 32       | 8  | 9  | 15 | 39   | 51   | -12   |
| 2010-2011 | 8  |    | 36 pts | 32       | 8  | 12 | 12 | 37   | 48   | -11   |
| 2009-2010 | 3  |    | 65 pts | 34       | 19 | 8  | 7  | 56   | 23   | +33   |
| 2008-2009 | 5  |    | 56 pts | 34       | 16 | 8  | 10 | 57   | 48   | +11   |
| 2007-2008 | 4  |    | 59 pts | 34       | 17 | 8  | 9  | 57   | 48   | +9    |
| 2006-2007 | 5  |    | 51 pts | 32       | 15 | 6  | 11 | 42   | 39   | +3    |
| 2005-2006 | 5  |    | 56 pts | 34       | 15 | 11 | 8  | 47   | 30   | +17   |
| 2004-2005 | 13 |    | 29 pts | 34       | 6  | 11 | 17 | 36   | 49   | -13   |
| 2003-2004 | 11 |    | 29 pts | 32       | 11 | 6  | 15 | 41   | 51   | -10   |
| 2002-2003 | 11 |    | 39 pts | 34       | 11 | 6  | 17 | 36   | 51   | -15   |
| 2001-2002 | 12 |    | 43 pts | 34       | 12 | 7  | 15 | 44   | 55   | -11   |
| 2000-2001 | 16 |    | 35 pts | 34       | 10 | 5  | 19 | 49   | 77   | -28   |

Légende :
- I / II / III : division jouée
- V / N / D : victoires / matchs nuls / défaites
- b.p. / b.c. : buts pour / buts contre
- Diff : différence de buts
- Champion du pays de Galles
- Promotion dans le championnat hiérarchiquement supérieur
- Relégation dans le championnat hiérarchiquement inférieur

## Palmarès
- Coupe du pays de Galles de football
  - Finaliste : 2010

- Coupe de la Ligue du pays de Galles de football
  - Finaliste : 2006

## Joueurs et personnages du club

### Entraîneurs du club
| Nom             | Période   |
| --------------- | --------- |
| David Rees      | 1997-2000 |
| Simon Dyer      | 2000-2001 |
| Wayne Goodridge | 2001      |

| Nom                   | Période   |
| --------------------- | --------- |
| Vince Lewis (intérim) | 2001      |
| Mark Jones            | 2001-2004 |
| Wayne Davies          | 2004-2007 |

| Nom          | Période   |
| ------------ | --------- |
| Tony Pennock | 2007      |
| Nicky Tucker | 2007-2008 |
| Mark Jones   | 2008-     |